# Comuna Mașloc, Timiș
Mașloc este o comună în județul Timiș, Banat, România, formată din satele Alioș, Mașloc (reședința) și Remetea Mică.

## Localizare
| Comuna Fântânele, Arad  | Comuna Frumușeni, Arad     | Comuna Zăbrani, Arad |
| Comuna Orțișoara, Timiș |                            | Comuna Bogda, Timiș  |
| Comuna Fibiș, Timiș     | Comuna Remetea Mare, Timiș | Comuna Bogda, Timiș  |

## Politică
Comuna Mașloc este administrată de un primar și un consiliu local compus din 11 consilieri. Primarul, Ionel Lupu[*], de la Partidul Național Liberal, este în funcție din 2016. Începând cu alegerile locale din 2024, consiliul local are următoarea componență pe partide politice:
|  | Partid                          | Consilieri | Componența Consiliului | Componența Consiliului | Componența Consiliului | Componența Consiliului |
|  | ------------------------------- | ---------- | ---------------------- | ---------------------- | ---------------------- | ---------------------- |
|  | Alianța pentru Unirea Românilor | 4          |                        |                        |                        |                        |
|  | Partidul Național Liberal       | 4          |                        |                        |                        |                        |
|  | Partidul Social Democrat        | 3          |                        |                        |                        |                        |

## Demografie
Componența etnică a comunei Mașloc
     Români (73,57%)
     Ucraineni (8,05%)
     Romi (5,77%)
     Maghiari (1,39%)
     Alte etnii (0,58%)
     Necunoscută (10,64%)
Componența confesională a comunei Mașloc
     Ortodocși (81,44%)
     Romano-catolici (2,01%)
     Creștini de rit vechi (1,65%)
     Alte religii (3,94%)
     Necunoscută (10,96%)
Conform recensământului efectuat în 2021, populația comunei Mașloc se ridică la 2.236 de locuitori, în scădere față de recensământul anterior din 2011, când fuseseră înregistrați 2.285 de locuitori. Majoritatea locuitorilor sunt români (73,57%), cu minorități de ucraineni (8,05%), romi (5,77%) și maghiari (1,39%), iar pentru 10,64% nu se cunoaște apartenența etnică. Din punct de vedere confesional, majoritatea locuitorilor sunt ortodocși (81,44%), cu minorități de romano-catolici (2,01%) și creștini de rit vechi (1,65%), iar pentru 10,96% nu se cunoaște apartenența confesională.

## Legături externe

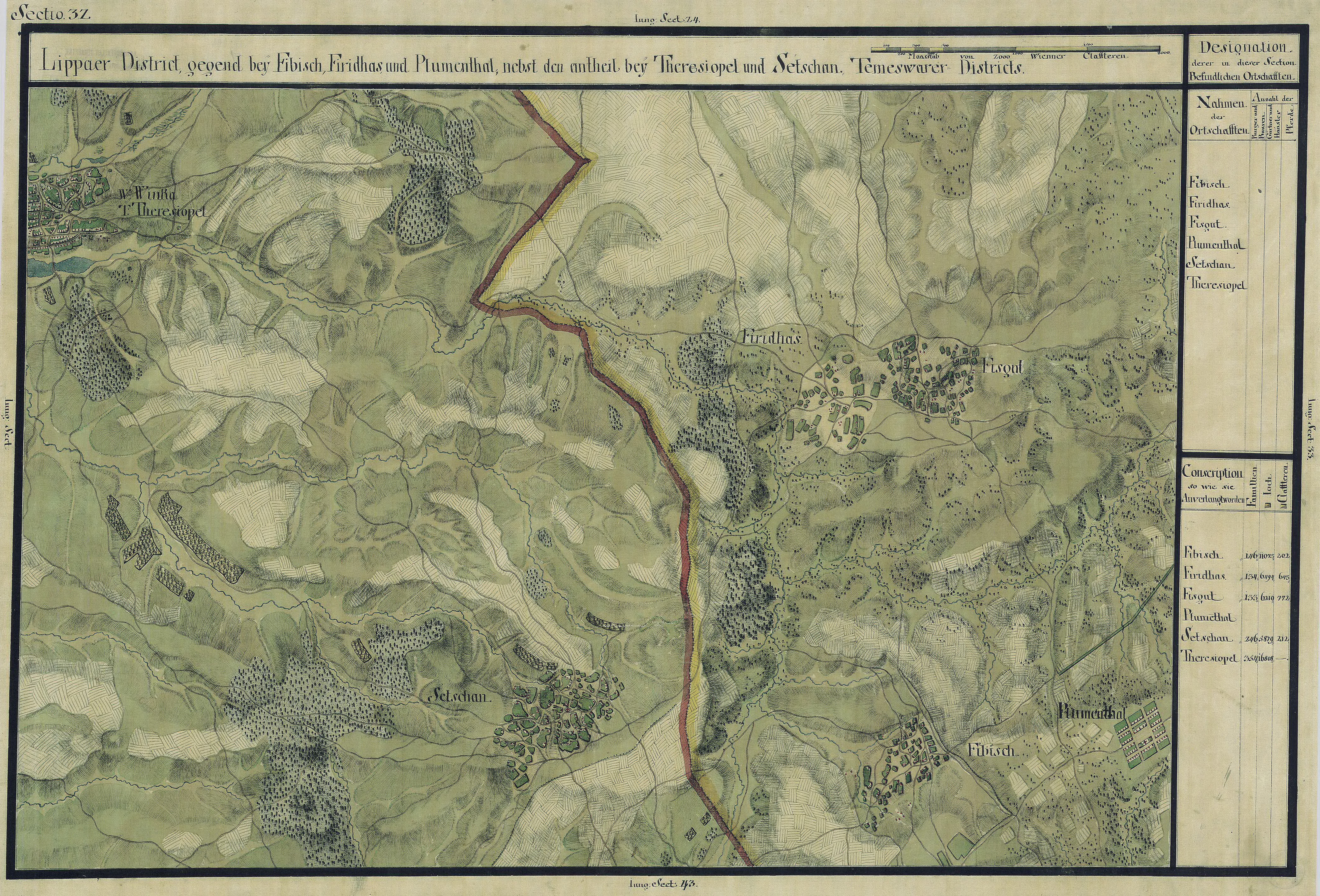
Mașloc în Harta Iosefină a Banatului, 1769-72